# Championnat des îles Vierges britanniques de football 2011-2012
Navigation
Saison précédente Saison suivante
La saison 2011-2012 du Championnat des îles Vierges britanniques de football est la troisième édition de la BVIFA Football League, le championnat de première division des îles Vierges britanniques. Les dix formations engagées sont réunies au sein d'une poule unique où elles s'affrontent à deux reprises. 
C'est le Islanders Football Club, double tenant du titre, qui remporte à nouveau la compétition cette saison après avoir terminé en tête du classement final, avec quatorze points d'avance sur One Love United et seize sur Sugar Boys FC. C’est le troisième titre de champion des îles Vierges britanniques de l'histoire du club.

## Les clubs participants
- Islanders Football Club
- Sugar Boys FC
- Lucian Stars FC
- One Love United
- Panthers FC
- Wolues FC
- Virgin Gorda United
- Virgin Gorda Ballstars
- Old Madrid FC
- Haitian Stars

## Compétition
Le barème de points servant à établir le classement se décompose ainsi :
- Victoire : 3 points
- Match nul : 1 point
- Défaite : 0 point

### Classement
| Rang | Équipe                   | Pts | J  | G  | N | P  | Bp | Bc | Diff |
| ---- | ------------------------ | --- | -- | -- | - | -- | -- | -- | ---- |
| 1    | Islanders Football ClubT | 51  | 18 | 17 | 0 | 1  |    |    |      |
| 2    | One Love United          | 37  | 17 | 11 | 4 | 2  |    |    |      |
| 3    | Sugar Boys FC            | 35  | 17 | 11 | 2 | 4  |    |    |      |
| 4    | Wolues FC                | 30  | 17 | 9  | 3 | 5  |    |    |      |
| 5    | Lucian Stars FC          | 21  | 17 | 7  | 0 | 10 |    |    |      |
| 6    | Virgin Gorda United      | 20  | 18 | 6  | 2 | 10 |    |    |      |
| 7    | Virgin Gorda Ballstars   | 18  | 18 | 5  | 3 | 10 |    |    |      |
| 8    | Old Madrid FC            | 18  | 18 | 5  | 3 | 10 |    |    |      |
| 9    | Panthers FC              | 17  | 18 | 5  | 2 | 11 |    |    |      |
| 10   | Haitian Stars            | 1   | 18 | 0  | 1 | 17 |    |    |      |

|  | Champion des îles Vierges britanniques 2011-2012 |
|  | T : Tenant du titre                              |

## Bilan de la saison
| Championnat des îles Vierges britanniques de football 2011-2012 |                                    |
| Champion                                                        | Islanders Football Club (3e titre) |
| Qualifications continentales                                    |                                    |
| CFU Club Championship 2013                                      | Aucun                              |
| Promotions et relégations                                       |                                    |
| Promus en BVIFA Football League                                 | East End Eagles                    |
| Promus en BVIFA Football League                                 | Rebels FC                          |
| Relégués                                                        | Aucun                              |